# Orosei
Orosei (en sard, Orosèi) és un municipi italià, situat a la regió de Sardenya i a la província de Nuoro, dins la subregió de Baronia. L'any 2006 tenia 6.206 habitants. Limita amb els municipis de Dorgali, Galtellì, Onifai i Siniscola.

## Administració
| Període | Identitat    | Partit        |
| ------- | ------------ | ------------- |
| 2006-   | Gino Derosas | Llista Cívica |

## Galeria d'imatges

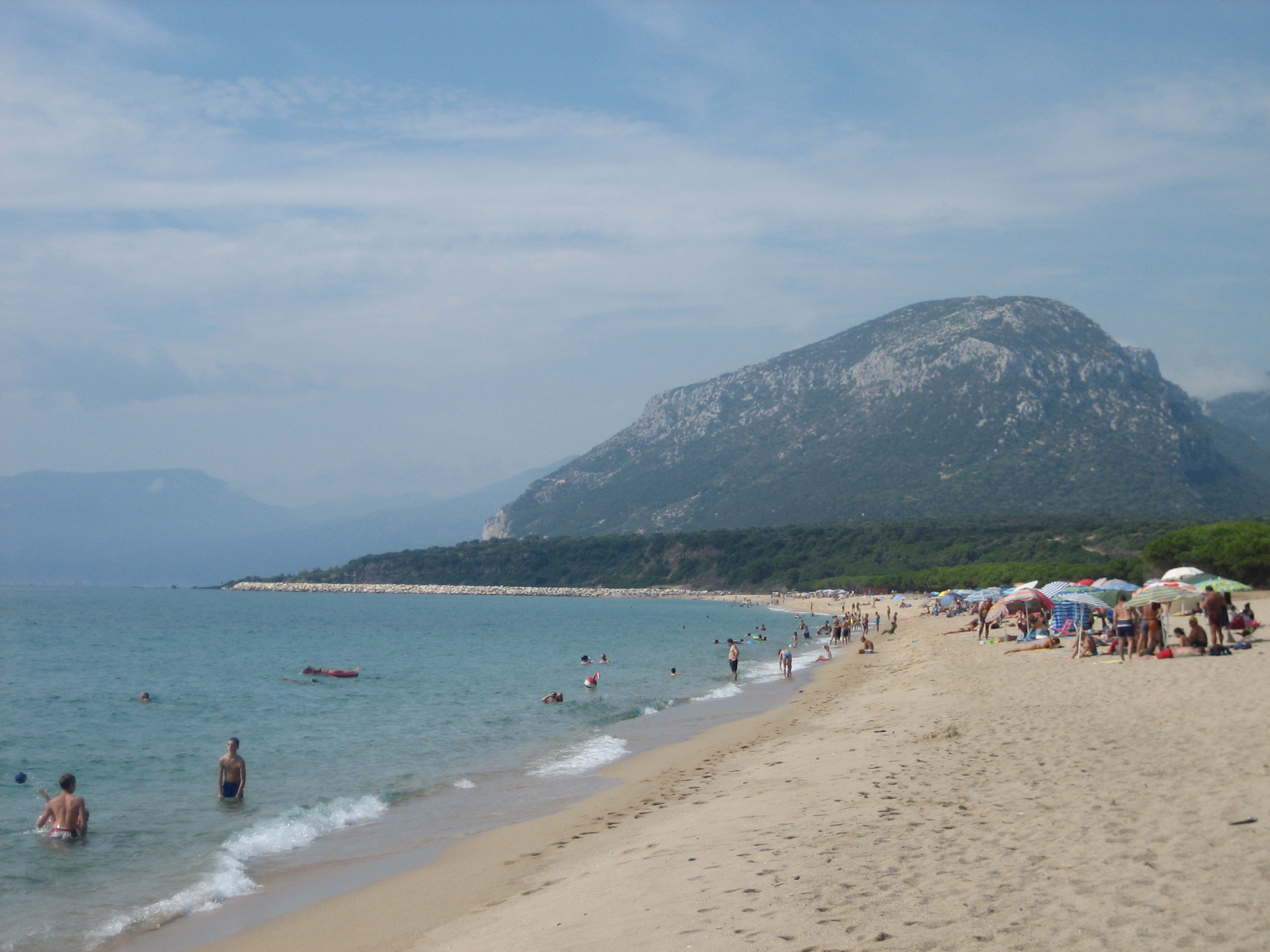
Platja di Osala
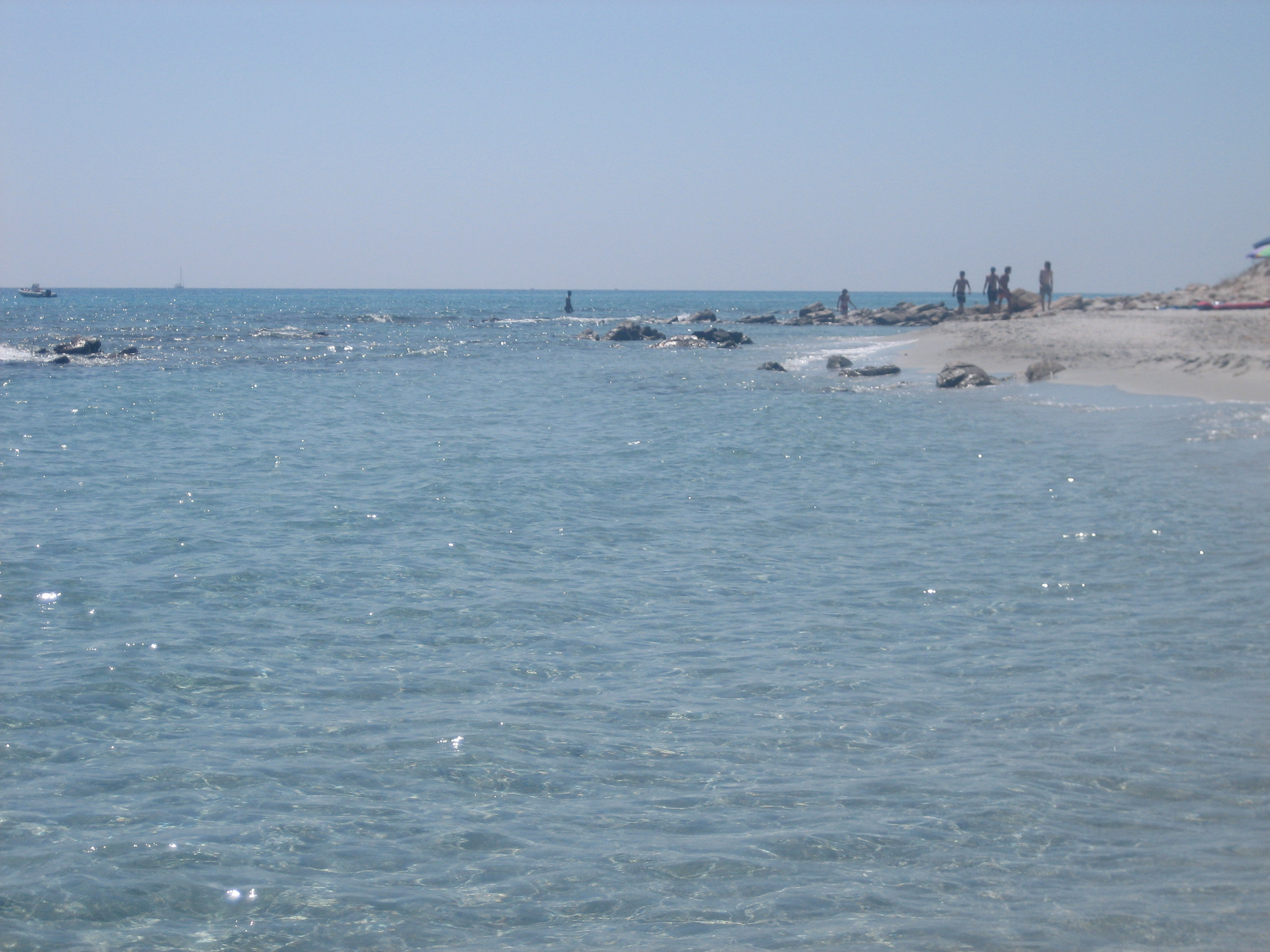
Bidderosa
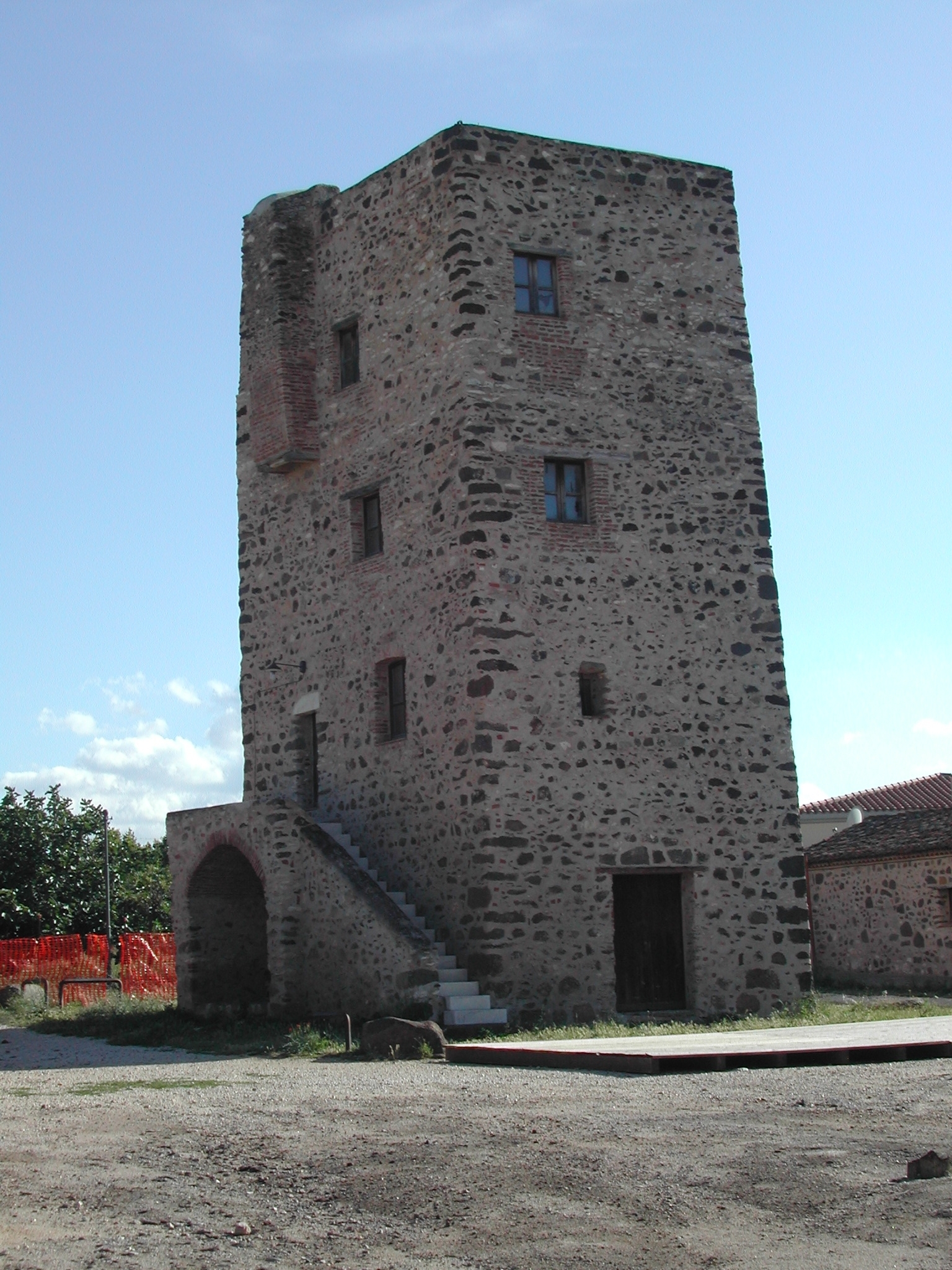
Torre pisana

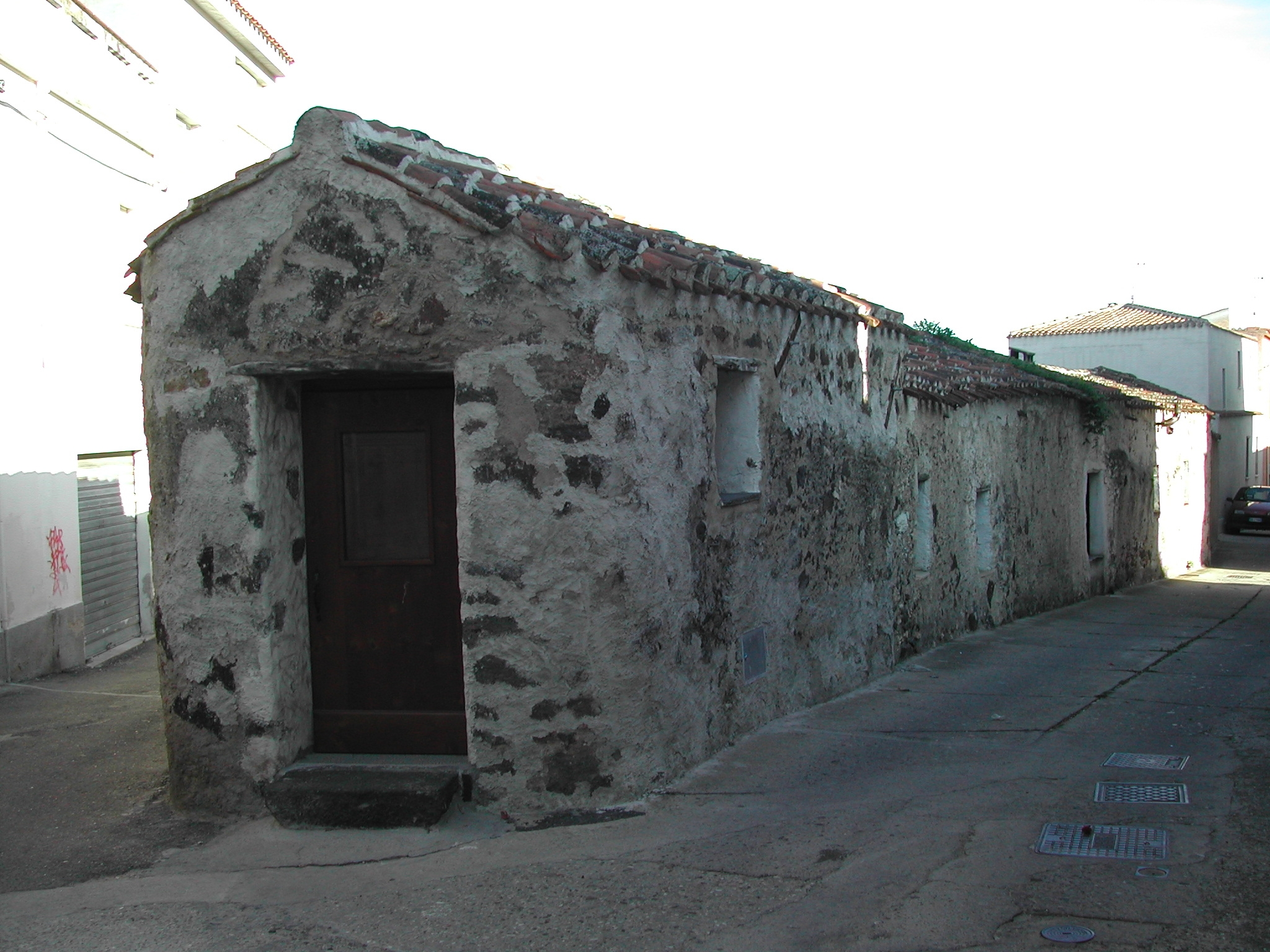
Partic. Centre històric
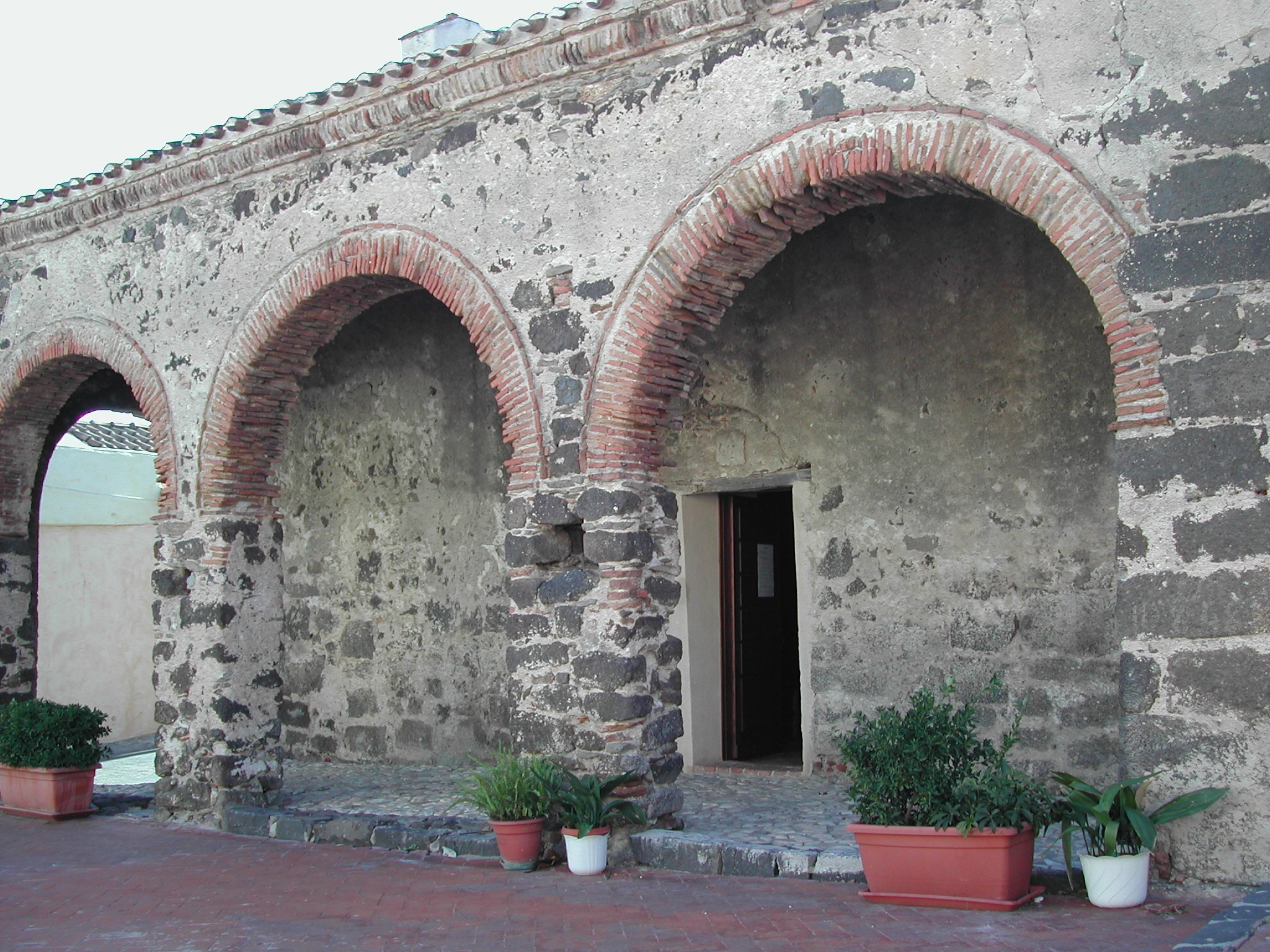
Partic. di Santu Sostianu (Sant Sebastià)
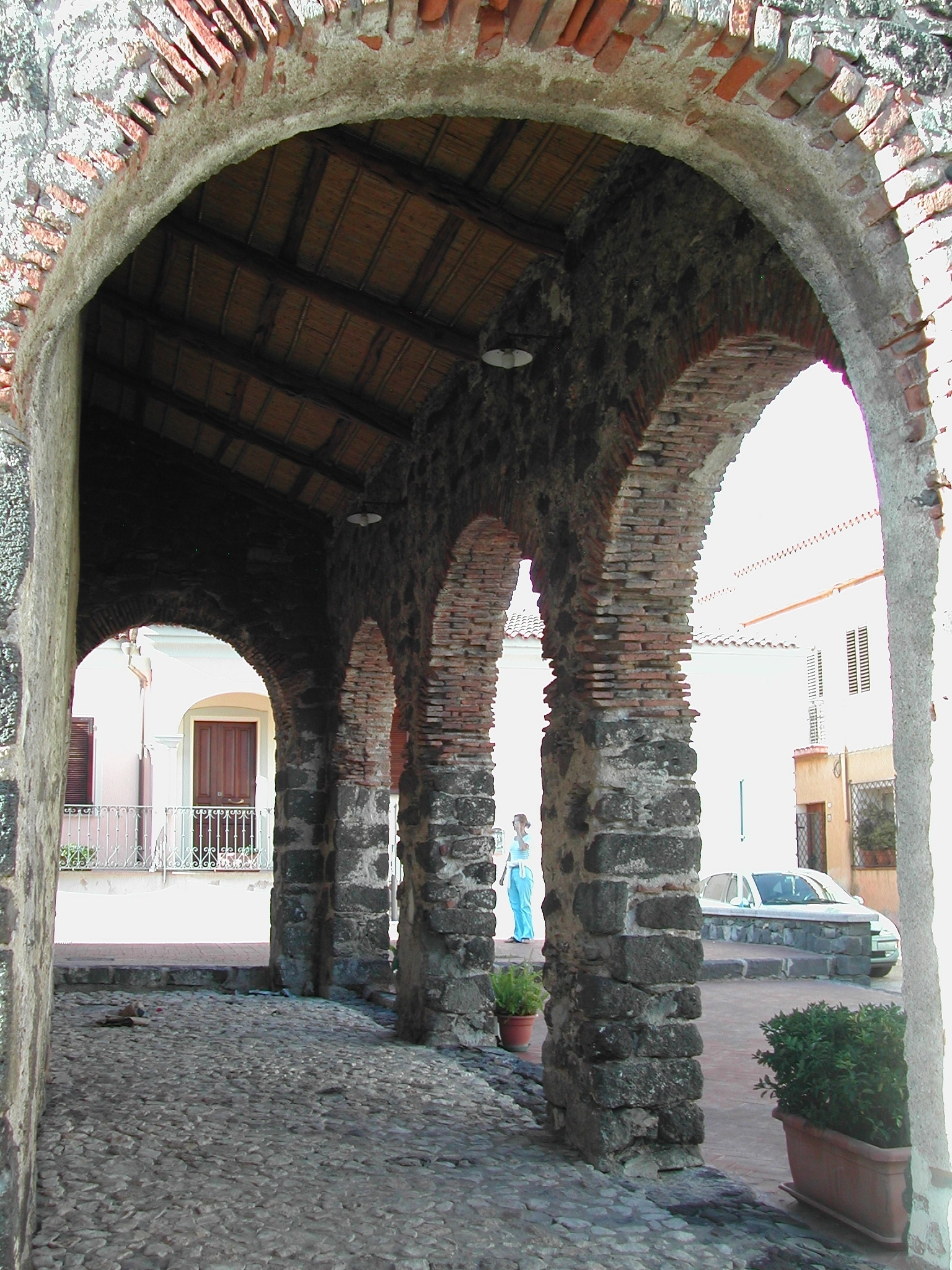
Partic. di Santu Sostianu (Sant Sebastià)